# Точилин, Александр Васильевич
Алекса́ндр Васи́льевич Точи́лин (род. 27 апреля 1974, Москва) — российский футболист и тренер. Известен по выступлениям за московское «Динамо» на протяжении 14 сезонов (1995—2008), занимает второе место по матчам за «Динамо» в чемпионатах России (239).

## Карьера
Воспитанник ДЮСШ-2 Тимирязевского района Москвы. Первый тренер — Борис Хабипович Вахитов, заслуженный тренер России. До «Динамо» выступал за московские клубы «Пресня» и «Асмарал» (1992—1994). Сыграл один матч в составе национальной сборной России: 29 марта 2003. Отборочный матч к ЧЕ-2004. Албания — Россия — 3:1.
В 2009 году принял решение завершить карьеру. Работал тренером в Футбольной академии «Динамо» им. Л. И. Яшина.
С июля 2015 — главный тренер клуба «Динамо» СПб. С 2018 года — «Сочи». Под его руководством «Сочи» финишировал на втором месте в ФНЛ в сезоне 2018/19 и вышел в РПЛ, став при этом самой результативной командой. 20 ноября 2019 года покинул пост.
В марте 2020 года возглавил селекционно-аналитический отдел «Сочи». В январе 2021 года покинул «Сочи» и стал главным тренером «Олимпа-Долгопрудного», который вывел в ФНЛ. 18 августа 2021 года сменил ранее уволенного Сергея Первушина на посту наставника «Кубани», занимавшей на момент его прихода 16-е место в турнирной таблице первого дивизиона ФНЛ. При нём клуб одержал лишь одну победу в 11 матчах, поэтому уже 12 октября того же года было объявлено о прекращении сотрудничества Точилина с клубом по обоюдному согласию сторон.
8 февраля 2022 года снова стал главным тренером «Олимп-Долгопрудного». В конце апреля 2022 года покинул команду. В июле вернулся в тренерский штаб «Сочи». 17 сентября 2023 года стал главным тренером вместо Дмитрия Хохлова.

## Достижения
В качестве игрока
«Динамо» (Москва)
- Бронзовый призёр чемпионата России (2) : 1997, 2008
- Обладатель Кубка России: 1994/95
- Финалист Кубка России (2): 1996/97, 1998/99

В качестве тренера
«Динамо» (Санкт-Петербург)
- Победитель первенства ПФЛ (группа «Запад»): 2016/17

«Сочи»
- Серебряный призёр первенства ФНЛ: 2018/19

«Олимп-Долгопрудный»
- Победитель первенства ПФЛ (группа 2): 2020/21

Личные
- В списках 33-х лучших футболистов чемпионата России (1): № 2 (2000).
- Лучший тренер ФНЛ — 2018/19

## Статистика
| Клуб             | Сезон            | Лига | Лига | Кубок | Кубок | Еврокубки | Еврокубки | Итого | Итого |
| Клуб             | Сезон            | Игры | Голы | Игры  | Голы  | Игры      | Голы      | Игры  | Голы  |
| ---------------- | ---------------- | ---- | ---- | ----- | ----- | --------- | --------- | ----- | ----- |
| Асмарал          | 1992             | 1    | 0    | 0     | 0     | —         | —         | 1     | 0     |
| Асмарал          | 1994             | 10   | 0    | 0     | 0     | —         | —         | 10    | 0     |
| Асмарал          | Итого            | 11   | 0    | 0     | 0     | —         | —         | 11    | 0     |
| Динамо           | 1995             | 6    | 0    | ?     | ?     | —         | —         | 6     | 0     |
| Динамо           | 1996             | 10   | 0    | ?     | ?     | 1         | 0         | 11    | 0     |
| Динамо           | 1997             | 23   | 0    | ?     | ?     | —         | —         | 23    | 0     |
| Динамо           | 1998             | 10   | 0    | ?     | ?     | 2         | 0         | 12    | 0     |
| Динамо           | 1999             | 26   | 0    | ?     | ?     | —         | —         | 26    | 0     |
| Динамо           | 2000             | 30   | 1    | 1     | 0     | 2         | 0         | 33    | 1     |
| Динамо           | 2001             | 27   | 2    | 0     | 0     | 3         | 0         | 30    | 2     |
| Динамо           | 2002             | 23   | 2    | 1     | 0     | —         | —         | 24    | 2     |
| Динамо           | 2003             | 16   | 0    | 0     | 0     | —         | —         | 16    | 0     |
| Динамо           | 2004             | 13   | 1    | 2     | 0     | —         | —         | 15    | 1     |
| Динамо           | 2005             | 19   | 1    | 1     | 0     | —         | —         | 20    | 1     |
| Динамо           | 2006             | 19   | 0    | 2     | 0     | —         | —         | 21    | 0     |
| Динамо           | 2007             | 14   | 0    | 5     | 0     | —         | —         | 19    | 0     |
| Динамо           | 2008             | 3    | 0    | 0     | 0     | —         | —         | 6     | 0     |
| Динамо           | Итого            | 239  | 7    | 21    | 0     | 8         | 0         | 268   | 7     |
| Всего за карьеру | Всего за карьеру | 260  | 7    | 21    | 0     | 8         | 0         | 279   | 7     |